# Université technique de Delft
L’université technique de Delft (en néerlandais : Technische Universiteit Delft), plus connue sous les noms de TU Delft ou Delft University of Technology, est la plus ancienne et importante université technique publique des Pays-Bas. Elle est positionnée dans le classement mondial des universités QS de 2022 parmi les 10 premières universités mondiales en ingénierie et technologie. En architecture et génie civil, elle était classée deuxième, derrière le Massachusetts Institute of Technology.
L'institution a été créée le 8 janvier 1842 par Guillaume II des Pays-Bas en tant qu'Académie Royale, avec pour but principal de former les fonctionnaires des Indes orientales néerlandaises. Elle a élargi son programme de recherche et d'enseignement au fil du temps, devenant une école polytechnique en 1864 et un institut de technologie en 1905 – ce qui en fait une université à part entière. Elle prend son nom actuel en 1986.
L'université forme chaque année plus de 26 000 étudiants et accueille plus de 6 000 employés au sein de 8 facultés et de nombreux instituts de recherche. Les lauréats néerlandais du prix Nobel Jacobus Henricus van 't Hoff, Heike Kamerlingh Onnes et Simon van der Meer ont été associés à la TU Delft. L'université est membre de plusieurs fédérations universitaires, dont IDEA League, CESAER, UNITECH International et 4TU.

## Histoire

### Académie Royale (1842-1864)
L'Université technique de Delft a été fondée le 8 janvier 1842 par Guillaume II des Pays-Bas en tant qu'Académie Royale pour la formation d'ingénieurs civils, au service de la nation et de l'industrie, et des apprentis pour le commerce. L'un des objectifs de l'académie était de former les fonctionnaires des colonies de la Compagnie néerlandaise des Indes orientales. Le premier directeur de l'académie était Antoine Lipkens, constructeur du premier télégraphe optique néerlandais, appelé simplement Lipkens. L'Académie Royale avait son premier bâtiment situé à Oude Delft 95 à Delft. Le 23 mai 1863, une loi fut votée imposant une réglementation à l'enseignement technique aux Pays-Bas, le soumettant aux règles de l'enseignement secondaire.

### École Polytechnique (1864-1905)
Le 20 juin 1864, l'Académie Royale de Delft est dissoute par décret royal, laissant la place à une École Polytechnique de Delft (Politechnische School te Delft). L'école nouvellement formée a formé des ingénieurs de divers domaines et des architectes, très demandés pendant la période d'industrialisation rapide du XIXe siècle.

### Institut de Technologie (1905-1986)
Une autre loi, adoptée le 22 mai 1905, changea le nom de l'école en Collège technique (Institut) de Delft (Technische Hoogeschool Delft, à partir de 1934 Technische Hogeschool Delft), soulignant la qualité académique de l'enseignement. L'école polytechnique a obtenu des droits universitaires et a été autorisée à décerner des diplômes universitaires. Un effectif de 450 étudiants a été atteint à cette époque. L'ouverture officielle de la nouvelle école a été suivie par la reine Wilhelmine des Pays-Bas le 10 juillet 1905. Le premier doyen du Collège nouvellement créé était J. Kraus, ingénieur hydraulique.
La première cérémonie de remise du grade de docteur à l’Université de technologie de Delft a eu lieu en 1906 et le premier à l’obtenir fut Nicolaas Louis Söhngen (1878-1934), récompensant ses travaux de thèse intitulés : « Ueber Bakterien, welche Methan als Kohlenstoffnahrung und Energiequelle gebrauchen » (titre généralement traduit par « La création et la disparition d’hydrogène et de méthane sous l’influence de la vie organique »). Ces travaux furent relativement importants d’un point de vue historique, puisqu’il s’agit de la première description d'un micro-organisme méthanotrophe, que Söhngen a baptisé Bacillus methanicus (son nom moderne est Methylomonas methanica).
Elle a formé ou hébergé de nombreux chercheurs en microbiologie et écologie microbienne qui forment l'école de Delft en microbiologie. Les plus célèbres sont Martinus Beijerinck, Albert Kluyver et Lourens Baas Becking.
De 1924 jusqu'à la construction du nouveau campus en 1966, les cérémonies ont eu lieu dans la chapelle Saint-Hippolyte.
Les droits d'entreprise ont été accordés au Collège le 7 juin 1956. La plupart des bâtiments universitaires de cette époque étaient situés dans le centre-ville de Delft, certains des bâtiments étant situés au bord de la rivière Schie, dans le quartier de Wippolder.
Les organisations étudiantes se sont développées avec l'université. La première à être créée le 22 mars 1848 est le Delftsch Studenten Corps installé dans la distinctive Sociëteit Phoenix sur la Phoenixstraat. Cela a été suivi par la Delftsche Studenten Bond (fondée le 30 octobre 1897) et la KSV Sanctus Virgilius (fondée le 2 mars 1898). En 1917, le Proof Garden for Technical Plantation (en néerlandais : Cultuurtuin voor Technische Gewassen) a été créé par Gerrit van Iterson, aujourd'hui connu sous le nom de Jardin botanique de TU Delft. Au cours de cette période, une première femme professeur, Toos Korvezee, a été nommée.

### Université technique de Delft (depuis 1986)
Après la fin de la Seconde Guerre mondiale, l'école a augmenté son expansion académique rapide. Le Studium Generale a été créé dans toutes les universités des Pays-Bas, y compris la TU Delft, pour promouvoir une connaissance libre et accessible liée à la culture, à la technologie, à la société et à la science. En raison du nombre croissant d'étudiants, en 1974, la première semaine d'accueil pour les étudiants de première année (Ontvangst Week voor Eerstejaars Studenten, OWEE) a été créée, qui est devenue une tradition de la TU Delft depuis lors.
Le 1er septembre 1986, l'Institut de technologie de Delft change officiellement son nom en Université technique de Delft, soulignant la qualité de l'enseignement et de la recherche dispensés par l'institution. Au cours d'une expansion ultérieure, en 1987, l'institut Delft Top Tech est créé, dispensant une formation de maîtrise professionnelle en gestion aux personnes travaillant dans les entreprises liées à la technologie. Le 1er septembre 1997, les 13 facultés de la TU Delft ont été fusionnées en 9, pour améliorer l'efficacité de la gestion de l'université en pleine croissance. Au début des années 1990, la grande majorité des étudiants de l'université étant des hommes, une initiative visant à augmenter le nombre d'étudiantes a abouti à la création d'une commission d'émancipation distincte. En conséquence, des journées de technologie d'étude des filles (Meiden studeren techniek) ont été créées. Au cours des années suivantes, les responsabilités de la commission ont été réparties entre plusieurs instituts.
Depuis 2006, tous les bâtiments de l'université sont situés en dehors du centre-ville historique de Delft. Le bâtiment relativement nouveau du département des sciences des matériaux a été vendu, puis démoli en 2007 pour faire place à un bâtiment nouvellement construit de la Haagse Hogeschool. Une coopération plus étroite entre la TU Delft et les universités néerlandaises de sciences appliquées a entraîné le déplacement de certains des instituts de l'extérieur vers Delft. En septembre 2009, de nombreux instituts de sciences appliquées de la région de La Haye ainsi que l'Institut des sciences appliquées de Rijswijk, ont été transférés à Delft, à proximité de l'emplacement de l'université, sur la place entre Rotterdamseweg et Leeghwaterstraat.
En 2007, les trois universités techniques néerlandaises, la TU Delft, la TU Eindhoven et l'Université de Twente, ont créé une fédération, appelée 3TU.
Le 13 mai 2008, le bâtiment de la Faculté d'architecture a été détruit par un incendie, présumé causé par un court-circuit dans une machine à café dû à une rupture de conduite d'eau. Heureusement, la bibliothèque d'architecture, contenant plusieurs milliers de livres et de cartes, ainsi que de nombreuses maquettes d'architecture, dont des chaises de Gerrit Rietveld et Le Corbusier, ont été sauvées. La Faculté d'architecture est actuellement installée dans l'ancien bâtiment principal de l'université.

## Logo
Au fil des ans, le logo de la TU Delft a changé plusieurs fois, ainsi que son nom officiel. Le logo actuel est basé sur les trois couleurs cyan, noir et blanc. La lettre "T" porte une flamme stylisée sur le dessus, faisant référence à la flamme que Prométhée a apportée du Mont Olympe au peuple, contre la volonté de Zeus. Pour cette raison, Prométhée est parfois considéré comme le premier ingénieur et est un symbole important pour l'université. Sa statue se tenait au centre du campus TU Delft récemment rénové, Mekelpark, jusqu'à ce qu'elle soit volée en 2012.

## Facultés
La TU Delft est composée de 8 facultés (nom officiel néerlandais et abréviation entre parenthèses) : 
- Génie Mécanique, Maritime et des Matériaux (Werktuigbouwkunde, Maritieme Techniek & Technische Materiaalwetenschappen (3mE)),
- Architecture (Bouwkunde (BK)),
- Génie civil et géosciences (Civiele Techniek en Geowetenschappen (CiTG)),
- Génie électrique, mathématique et informatique (Elektrotechniek, Wiskunde en Informatica (EWI)),
- Génie industriel (Industrieel Ontwerpen (IO)),
- Génie aérospatial (Luchtvaart- en Ruimtevaarttechniek (LR)),
- Management, Gestion et Technologie (Techniek, Bestuur en Management (TBM)),
- Sciences Appliquées (Technische Natuurwetenschappen (TNW)).

## Instituts de recherche
- Reactor Institute Delft (en) (RID) (ancien Interfacultary Reactor Institute)
- The Research Institute for Housing, Urban and Mobility Studies (OTB)
- Kavli Institute of Nanoscience (en)
- Netherlands Institute of Metals Research (NIMR)
- Delft Institute of Microelectronics and Submicron Technology (DIMES)
- International Research Centre for Telecommunications-transmission and Radar (IRCTR)[10]

## Recherche
Quelques exemples de recherches (disposant d'un article dans Wikipédia francophone) :
- Superbus (transport)
- Tribler, un logiciel client pair à pair disposant de fonctionnalités vidéos
- En 2011, Joris Dik (université de technologie de Delft) et Koen Janssens (université d'Anvers) mettent au point une technologie de rayons X à haute intensité permettant de découvrir les détails de pigmentation de tableaux. Cette technologie, qui scanne avec la fluorescence des macro-rayons X pour faire la carte des pigments du tableau, avait déjà été utilisée pour la première fois deux années auparavant, sur un tableau de Vincent van Gogh, mais sa version mobile (afin de l'utiliser dans les musées où des œuvres sont trop délicates à transporter) a été appliquée sur le portrait de Ramón Satué pour révéler que le sujet initial était Joseph Bonaparte recouvert par la figure actuelle de peur des représailles politiques[11],[12].

## Personnalités liées à l'université

### Professeurs
De nombreuses personnes notables étaient des professeurs de la TU Delft. En sciences, Heike Kamerlingh Onnes, lauréate du prix Nobel de physique en 1913, découvreur de la supraconductivité, était un ancien membre du corps professoral de TU Delft, travaillant comme assistant de Johannes Bosscha. Le découvreur de la réaction de Prins Hendrik Jacobus Prins, les cofondateurs de l'Institut national de recherche en mathématiques et en informatique Hendrik Anthony Kramers et David van Dantzig, le développeur du procédé Van-Harkel-de-Boer Jan Hendrik de Boer, le découvreur du spin des particules élémentaires Ralph Kronig, découvreur de l'Effet Einstein-de Haas Wander Johannes de Haas et découvreur de hafnium Dirk Coster, étaient tous à un moment donné les membres du corps professoral de l'université. Les membres du corps professoral de l'École de microbiologie de Delft étaient le fondateur de la microbiologie moderne Martinus Beijerinck et le père de la microbiologie comparée Albert Kluyver.
En ingénierie, l'inventeur de la pentode et du gyrator Bernard Tellegen et Balthasar van der Pol, développeur de l'oscillateur Van der Pol, étaient des professeurs de TU Delft. Actuellement[Quand ?], Vic Hayes, et le père du Wi-Fi, est affilié à la Faculté de technologie, politique et gestion. Le membre d'équipage de la navette spatiale Challenger dans la mission STS-61A , Wubbo Ockels, était professeur à la Faculté de génie aérospatial de l'Université de technologie de Delft. Le géologue de la faculté de la TU Delft était Berend George Escher, Johannes Herman Frederik Umbgrove, le découvreur du complexe de Bushveld Gustaaf Adolf Frederik Molengraaff et le découvreur des anomalies de gravité au-dessus du niveau de la mer Felix Andries Vening Meinesz.
Étant donné que TU Delft abrite une grande école d'architecture aux Pays-Bas, de nombreux architectes importants faisaient partie du corps professoral de l'université, notamment Hein de Haan, le fondateur de l'école traditionaliste d'architecture Marinus Jan Granpré Molière, Bent Flyvbjerg, la cofondatrice de l'agence d'architecture Mecanoo Francine Houben, les cofondateurs du bureau d'architectes MVRDV Winy Maas et Nathalie de Vries, les cofondateurs de Team 10 Jacob B. Bakema et Aldo van Eyck, ainsi que Herman Hertzberger et Jo Coenen. Certains concepteurs notables faisaient partie du corps professoral de TU Delft, notamment Paul Mijksenaar, développeur de systèmes d'information visuelle pour les aéroports JFK, LaGuardia et Schiphol.
Parmi les personnalités politiques qui faisaient partie du corps professoral de TU Delft figurent l'ancien maire de Lisbonne Carmona Rodrigues, l'ancien maire de Sarajevo Kemal Hanjalić et le premier Premier ministre néerlandais des Pays-Bas après la Seconde Guerre mondiale, Wim Schermerhorn.

### Étudiants
La majorité des étudiants de la TU Delft sont des hommes. En 2016, parmi tous les étudiants de l'université (niveaux MSc et BSc), seuls 26 % étaient des femmes. Le plus grand déséquilibre entre les hommes et les femmes est enregistré par la faculté de génie mécanique, tandis que le plus petit est observé dans les départements de design industriel et d'architecture. Malgré les nombreux efforts de l'université pour modifier ce déséquilibre, le nombre de femmes qui étudient à la TU Delft reste relativement constant au fil des ans.
Depuis 2002, le nombre d'étudiants admis à la TU Delft augmente rapidement (d'environ 2 200 en 2002 à près de 3 700 en 2009). Il en va de même pour la population étudiante totale (d'environ 13 250 en 2002 à près de 16 500 en 2009).
Le nombre d'étudiants internationaux augmente également régulièrement. Environ la moitié des étudiants internationaux sont européens, parmi eux les plus grands groupes viennent de (par ordre décroissant, nombre d'étudiants admis en 2009) : Belgique (environ 340 étudiants), Allemagne (environ 100 étudiants), Grèce (environ 100 étudiants), et l'Italie (environ 100 étudiants). Parmi les non-européens, le groupe de nationalité le plus important vient de Chine (environ 340 étudiants ; le nombre d'étudiants nouvellement admis chinois et belges est relativement égal depuis 2003), puis d'Iran (environ 150 étudiants), d'Inde (environ 140 étudiants), du Suriname (environ 100 étudiants), d'Indonésie (environ 80 étudiants) et de Turquie (environ 80 étudiants). Un grand nombre d'étudiants du Suriname et d'Indonésie peuvent être admis aux liens historiques entre ces deux pays et les Pays-Bas, car tous deux étaient les anciennes colonies néerlandaises. En raison de la présence de TU Delft, la ville de Delft compte l'une des plus grandes populations d'Iraniens aux Pays-Bas. Il en est résulté l'un des plus grands centres d'opposition iraniens contre le gouvernement iranien en Europe, avec de nombreuses manifestations organisées sur le campus de la TU Delft par des étudiants iraniens de la TU Delft lors des manifestations électorales iraniennes de 2009. Le plus grand nombre d'étudiants internationaux étudie dans les départements de génie aérospatial, génie électrique, mathématiques et informatique.

#### Anciens élèves célèbres
Des anciens élèves de TU Delft ont reçu le prix Nobel et un récipiendaire a été affilié à TU Delft : Jacobus van 't Hoff a reçu le premier prix Nobel de chimie en 1901 pour son travail sur les solutions. Simon van der Meer a reçu le prix Nobel de physique en 1984 pour ses travaux sur le refroidissement stochastique et un a été affilié à TU Delft, Heike Kamerlingh Onnes en 1913 pour des études liées à la liquéfaction de l'hélium dans la quête de la température la plus basse sur Terre.
Certains des mathématiciens incluent Jan Arnoldus Schouten, contributeur au calcul tensoriel. Les chimistes et anciens élèves de TU Delft incluent Willem Alberda van Ekenstein, chimiste néerlandais et découvreur de la transformation Lobry-de Bruyn-van Ekenstein. Parmi les anciens élèves et informaticiens de TU Delft figurent Adriaan van Wijngaarden, développeur de la grammaire de Van Wijngaarden et coconcepteur d'ALGOL. Parmi les anciens ingénieurs électriciens célèbres de TU Delft, citons Jaap Haartsen, développeur du Bluetooth.
Les personnalités politiques qui ont étudié à TU Delft incluent Karien van Gennip, secrétaire d'État néerlandais aux affaires économiques, Anton Mussert, homme politique néerlandais de la Seconde Guerre mondiale et fondateur du Mouvement national-socialiste aux Pays-Bas, Abdul Qadeer Khan, père du programme nucléaire pakistanais, et le politicien néerlandais Wim Dik. Parmi les anciens architectes célèbres de TU Delft figurent Erick van Egeraat, Herman Hertzberger et Hein de Haan. Les designers néerlandais diplômés de TU Delft incluent Alexandre Horowitz, designer de Philishave, et Adrian van Hooydonk, designer automobile néerlandais et responsable du design chez BMW.
Les anciens élèves de TU Delft dirigeants d'entreprises incluent Jeroen van der Veer, ancien PDG de Royal Dutch Shell, Ben van Beurden actuel PDG de Royal Dutch Shell, Frits Philips, quatrième président du conseil d'administration de Philips et Gerard Philips, cofondateur de Philips. Laurens van den Acker est un designer automobile néerlandais et vice-président de Renault Corporate Design.
Parmi les autres anciens élèves remarquables de TU Delft figurent Lodewijk van den Berg, spécialiste de la charge utile néerlando-américain sur la mission STS-51B et le prince Friso d'Orange-Nassau, membre de la famille royale néerlandaise. D'autres personnalités remarquables qui ont étudié à TU Delft étaient le mathématicien Diederik Korteweg, responsable de l'équation Korteweg-de Vries, qui a étudié à TU Delft avant de déménager à l'Université d'Amsterdam et le peintre Maurits Cornelis Escher qui a étudié à TU Delft pendant un an. Thomas Jan Stieltjes, co-développeur de l'intégrale Riemann-Stieltjes a étudié à TU Delft mais n'a jamais réussi ses examens finaux. Le graphiste et designer industriel de renommée internationale Piet Zwart a étudié à l'université de 1913 à 1914.
Parmi les anciens élèves de la TU Delft qui sont actuellement professeurs dans d'autres universités figurent Wilhelmus Luxemburg, mathématicien néerlandais et professeur au California Institute of Technology, ainsi que Walter Lewin, physicien néerlandais et ancien professeur du MIT, et Alexander van Oudenaarden, biophysicien néerlandais, directeur de l'Institut Hubrecht.

### Lauréatshonoris causa
En 1906, TU Delft a obtenu le droit de décerner des doctorats. Cela a également marqué la date depuis laquelle l'université a pu décerner des doctorats honoris causa. Entre 1906 et 2006, exactement 100 diplômes honoris causa ont été décernés. Les doctorats honoris causa sont décernés à des personnes qui ont présenté des contributions extraordinaires dans leurs domaines respectifs. Certains des récipiendaires les plus reconnus du doctorat honoris causa de TU Delft comprennent :
- Gérard Philips (1917), cofondateur de la société Philips,
- Hendrik Antoon Lorentz (1918), lauréat du prix Nobel de physique connu pour ses travaux sur le rayonnement électromagnétique,
- Prince Bernhard (1951), prince des Pays-Bas,
- John Douglas Cockcroft (1959), lauréat du prix Nobel de physique pour ses travaux sur la division des atomes,
- Santiago Calatrava (1997) architecte.

## Galerie

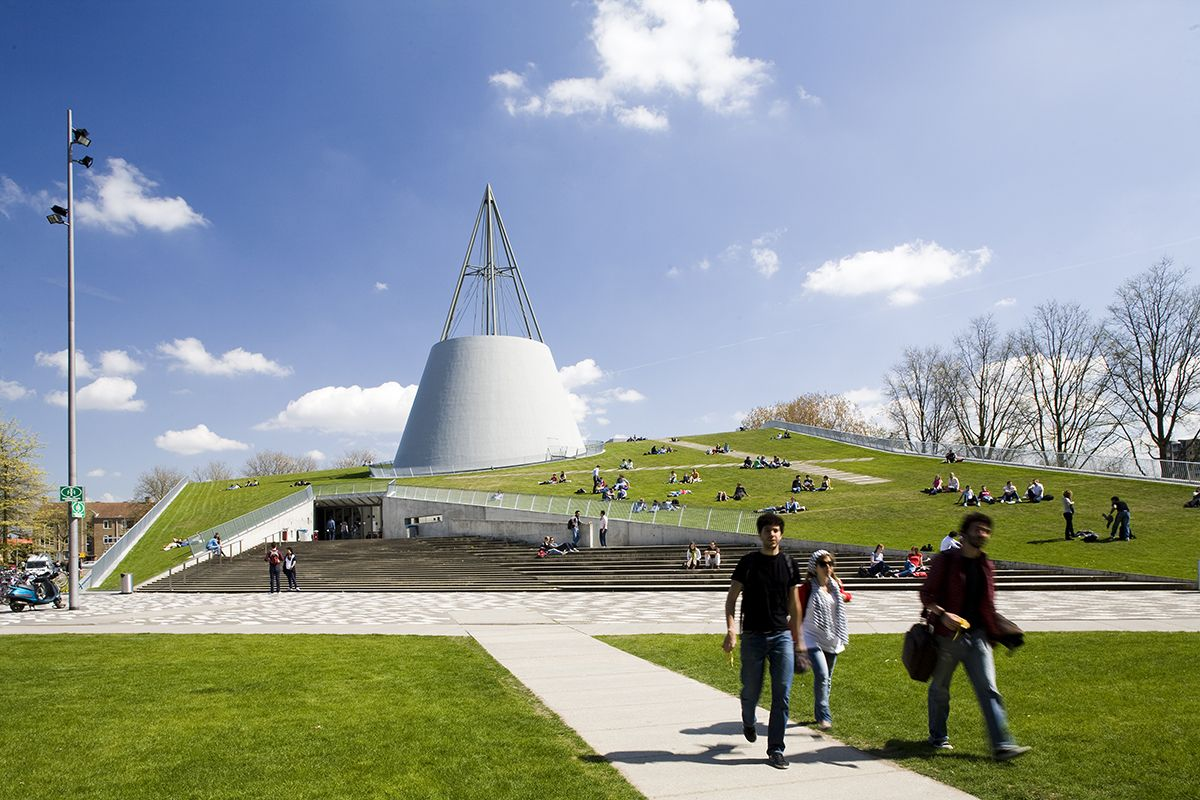
La bibliothèque.
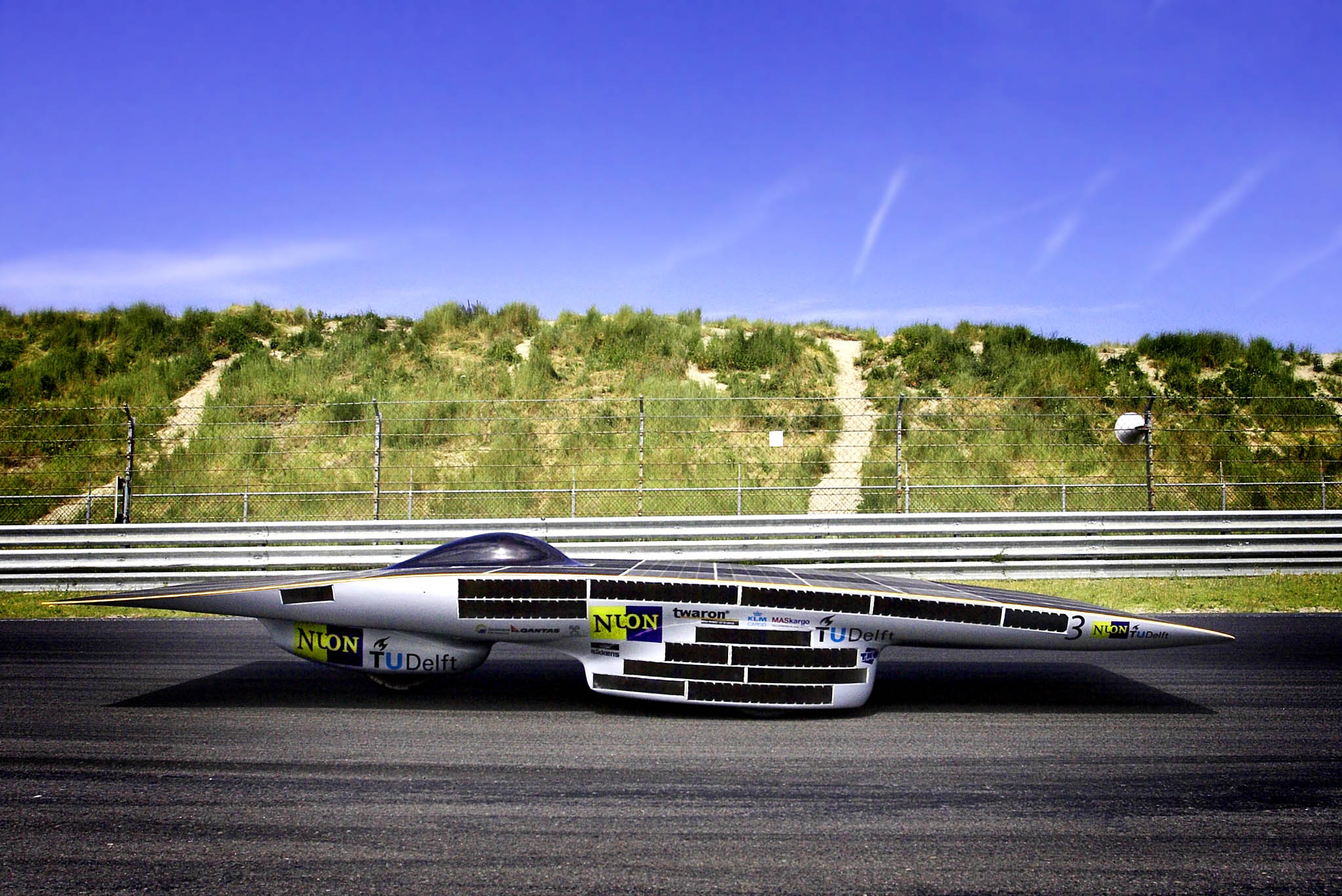
Nuna 3 (nl), une réalisation de l'université.